# Бартерная биржа
Ба́ртерная би́ржа — площадка для организованного поиска контрагентов для совершения бартерных сделок. Обычно реализуется в форме специализированного сайта, система которого обеспечивает автоматический поиск вариантов обмена товарами и услугами с учётом высказанных пожеланий.
Подобные площадки могут не являться юридически зарегистрированными биржами, так как бартерные сделки не являются типичными биржевыми операциями, а предлагаемое к обмену (наиболее популярны оргтехника и строительные материалы) не является типичными биржевыми товарами.
Основная функция в работе бартерной биржи — посредничество при поиске контрагентов, в том числе для многосторонних сделок. Это даёт
возможность обменять товары без использования денег, что особенно актуально в условиях экономического кризиса, нехватки оборотных средств и недоступности кредитования.

## Недостатки
Недостатки можно разделить на две группы.
- Связанные непосредственно с бартерной биржей:

1. По сравнению с обычной биржей имеется юридическая незащищённость участников.
2. Сами биржи обычно являются коммерческими предприятиями, их услуги по подбору контрагентов могут быть платными.

- Остаются все проблемы, связанные с любой бартерной сделкой:

1. Могут возникать проблемы с налогообложением. Например, при выплате зарплаты в натуральной форме остро встает вопрос о зарплатных налогах и сборах (единый социальный налог в России, с 2010 года — отменён). На Украине бартерные сделки не позволяют использовать льготную или упрощённую систему налогообложения. Например, нельзя применить льготную ставку НДС, даже если оба товара бартерной сделки являются льготными. Есть сложности с проведением международных бартерных сделок из-за дополнительных ограничений по срокам их проведения. Это приводит к росту реального налогообложения и к росту налоговой задолженности, в том числе из-за штрафов за несвоевременную уплату налогов.
2. Трудность равной и справедливой оценки товаров и услуг в условиях отсутствия нормального денежного рынка этих товаров.

## Реализация
В последнее время для организации бартерной биржи на  арендованных компьютерах можно воспользоваться бесплатным набором Java-программ Cyclos, который распространяется на условиях лицензии GPL. Для использования этого пакета, требуется, чтобы хостинг поддерживал Java Virtual Machine и Apache Tomcat (сервер для запуска Java-программ посредством интернет-браузера).
Также примером реализации бартерной биржи могут служить веб сервисы, построенные на платформе РосБартер, которая позволяет в автоматическом режиме подбирать подходящие бартерные предложения. Система распространяется в качестве франшизы.